# Шелуховский район
Шелуховский район — территориально-административная единица РСФСР, существовавшая с 1935 по 1956 год.
Шелуховский район был образован 21 февраля 1935 года в составе Московской области. В его состав вошли следующие сельсоветы:
- из Сапожковского района: Лукмосский, Чембарский
- из Спасского района: Запольский, Засечинский, Ивановский, Кирицкий, Мосоловский, Муратовский, Мышкарский, Непложинский, Никитинский, Новоершовский, Новопустынский, Разбердеевский, Рясский, Слободский, Старостеклянный, Стерлиговский, Сушкинский, Фроловский, Шатиловский, Шатрищевский, Шелуховский
- из Старожиловского района: Больше-Пироговский, Бутырский, Мало-Пироговский, Мелекшино-Высельский, Новодеревенский, Урицкий, Ухорский
- из Шиловского района: Задубровский, Константиновский, Краснохолмский, Крутицкий, Николаевский, Пустопольский, Срезневский.

14 декабря 1935 года Шатрищевский с/с был передан в Спасский район, а 27 апреля 1936 года Бутырский с/с был передан в Старожиловский район.
31 июля 1937 года из Сапожковского района в Шелуховский был передан Клинский с/с.
26 сентября 1937 года Шелуховский район был включён в состав Рязанской области.
В 1956 году Шелуховский район был упразднён, а его территория передана в Шиловский район.